# Dorcopsis hageni
Dorcopsis hageni — вид родини Кенгурових. Вид широко розповсюджений на півночі острова Нова Гвінея на висотах до 400 м над рівнем моря. Зустрічається в первинних і вторинних низовинних тропічних лісах; може також трапитись на території занедбаних садів. Самиці народжують одне маля. Етимологія: вид названо на честь доктора Хаґена (англ. Hagen), збирача типового зразка.

## Загрози та охорона
Нема серйозних загроз для цього виду. Його існуванню локально загрожує полювання на продовольство. Цей вид зустрічається, принаймні в одному охоронюваному районі (Мамберамо) і одній області природокористування.